# Клочко Марія Олександрівна
Клочко Марія Олександрівна (нар. 3 вересня 1949, с. Пустовійтове Полтавська область) — український політик, член КПУ, колишній народний депутат України.

### Біографія
Народилася 3 вересня 1949 року в селі Пустовійтове Глобинського району Полтавської області.
Освіту здобувала в Полтавському кооперативному інституті (1976) за спеціальністю «Товарознавство і організація торгівлі промисловими товарами» та в Полтавському сільсько-господарському інституті (1982) за спеціальністю агроном.

### Кар'єра
1964 по 1967 роки була працівником Пустовійтовського відділення зв'язку, робітником радгоспу села Пустовійтове.
1968 по 1984 роки працювала продавцем магазину № 3 Пустовійтовського робкооп робітницею Пустовійтовського радгоспу.
1970 по 1972 роки була робітницею Яреськівського цукрового заводу Шишацького району.
1972 по 1978 роки працювала в закладах торгівлі Шишацького району.
1978 по 1984 роки була на партійній роботі.
1984 по 1987 роки працювала заступником голови в Шишацькому райвиконкому.
З 1987 року обіймає посаду старшого економіста, завідувача відділу кадрів, головного профкому, КСП ім. Довженка Шишацького району Полтавської області.

### Політична діяльність
Народний депутат України 3 скликликання березень 1998 року — квітень 2002 року, виборчий округ № 148 Полтавської області.
Під час виборів: голова профкому КСП ім. Довженка Шишацького району Полтавської області та член КПУ. Член Комітету з питань аграрної політики та земельних відносин (з липня 1998 року), член фракції КПУ (з травня 1998 року).
В квітні 2002 року стала кандидатом в народні депутати України від КПУ, № 68 в списку. Під час виборів: народний депутат України, член КПУ.
2002 року балотувалася у Верховну Раду 4-го скликання від Комуністичної партії України (не було обрано).
2014 року балотувалася у Верховну Раду 8-го скликання від Комуністичної партії України під № 48 (не було обрано).